# Nadszybie

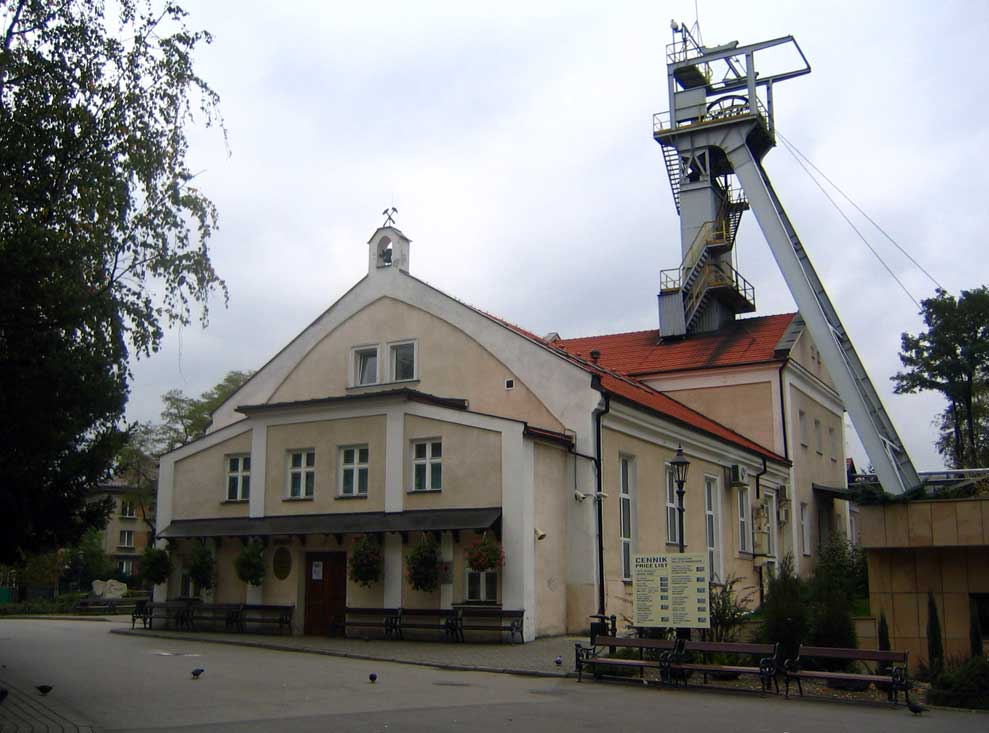
Nadszybie szybu Daniłowicza w kopalni soli kamiennej w Wieliczce

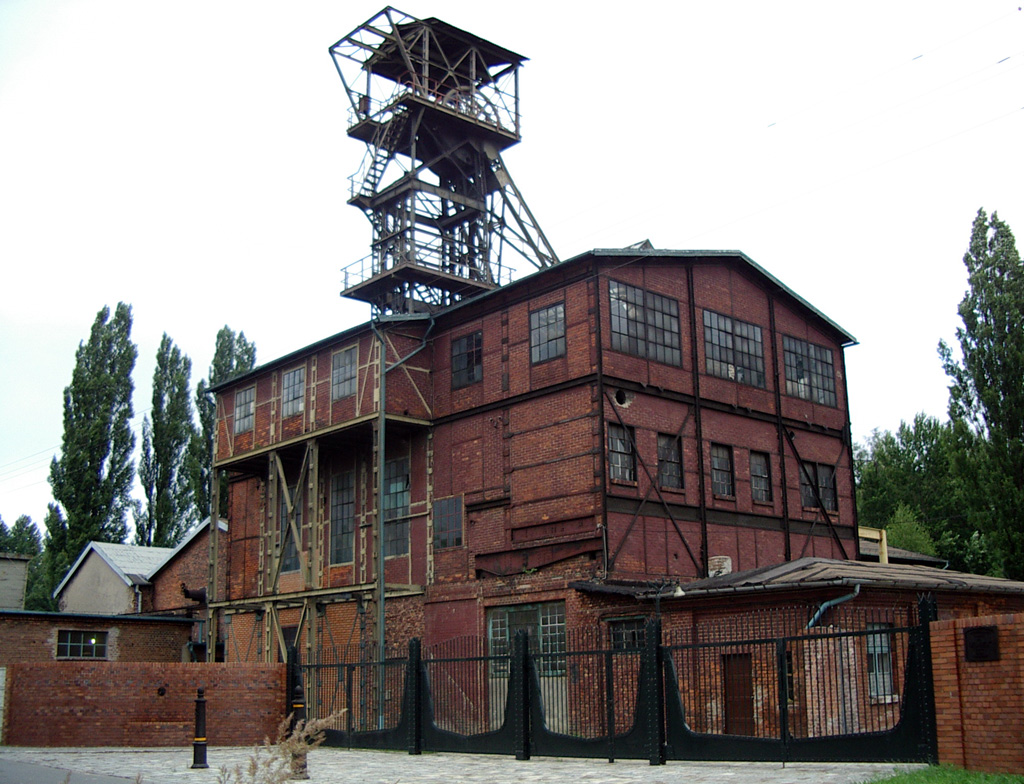
Zabrze – wieża wyciągowa i budynek nadszybia szybu Maciej (zachodni szyb kopalni węgla kamiennego Concordia)

Nadszybie – budowla, a w najprostszym przypadku pomost obok lub nad szybem, może być częścią wieży szybowej, wraz z urządzeniami (zbiorniki, wagi, przenośniki, urządzenia zasilające); na nadszybiu odbiera się urobek wydobywany z szybu, odbywa się stamtąd również transport sprzętu i ludzi. Najczęściej nadszybie jest odrębną budowlą, zawsze ściśle powiązaną z szybem i wieżą szybową.